# Embraer R-99
L'Embraer R-99 et P-99 sont des avions brésiliens de guerre électronique.

## Caractéristiques
Ils sont basés sur l'avion civil régional ERJ 145.
Les avions de la série R-99 sont équipés de turboréacteurs à double flux Rolls-Royce AE 3007, et sont modifiés afin de fournir une poussée de 20 % de plus que la version civile. Le premier vol a eu lieu en 1999.

## Variantes
- Le R-99A est un système de détection et de commandement aéroporté, équipé d'un radar aéroporté suédois Erieye de Saab Microwave Systems (en) (anciennement Ericsson Microwave Systems). La Force aérienne brésilienne revendique que le R-99A entré en service en 2002 dont elle dispose de cinq exemplaires est à 95 % de la capacité des plus gros avions AWACS en service dans les forces aériennes d'autres pays.

Les 4 Embraer R-99A grecs, sont équipés des liaisons de données tactiques, liaison 11 et liaison 16 dont l'interopérabilité avec le F-16 et le Dassault Rafale a été prouvée,.
- Le R-99B est un avion de télédétection. Il emploie un radar à synthèse d'ouverture, des systèmes mixtes électro-optiques et FLIRs ainsi que d'un scanner multispectral. Le R-99B possède aussi une capacité de traitement de signaux intelligents et des capacités C3I.
- Le P-99 est la version de patrouille maritime du R-99. Il partage une grande partie des capteurs du R-99B, mais n'est pas équipé du scanner multispectral et du radar à visée latérale. Il conserve néanmoins la plupart des capacités C3I et ELINT du R-99B. Le P-99 porte également quatre points d'emport sous la voilure, ce qui lui permet d'emporter une variété de missiles antinavires et/ou de torpilles. Le Mexique a été le client de lancement de cette variante.
- Le E-99M est une version modernisée de l'avion-radar E-99A qui a effectué son premier vol le 16 août 2019. Les E-99A brésiliens seront modifiés en cette version qui doit rentrer en service opérationnel en 2022[3].

## Opérateurs
Brésil
- Force aérienne brésilienne - 5 E-99, 3 R-99

 Grèce
- Force aérienne grecque - 4 R-99A [4]

 Mexique
- Force aérienne mexicaine - 1 E-99, 2 P-99

 Inde
- Force aérienne indienne - 3 EMB-145SA qui seront équipés de radars AESA, liaisons de données, IFF, RWR, MWR

## Engagement
Un R-99 grec a été déployé en avril 2011 pour effectuer des missions de surveillance (AEW) et de contrôle en Libye, dans le cadre de l'intervention militaire de 2011 en Libye, en participant au maintien de la zone d'interdiction de vol,.

## Galerie

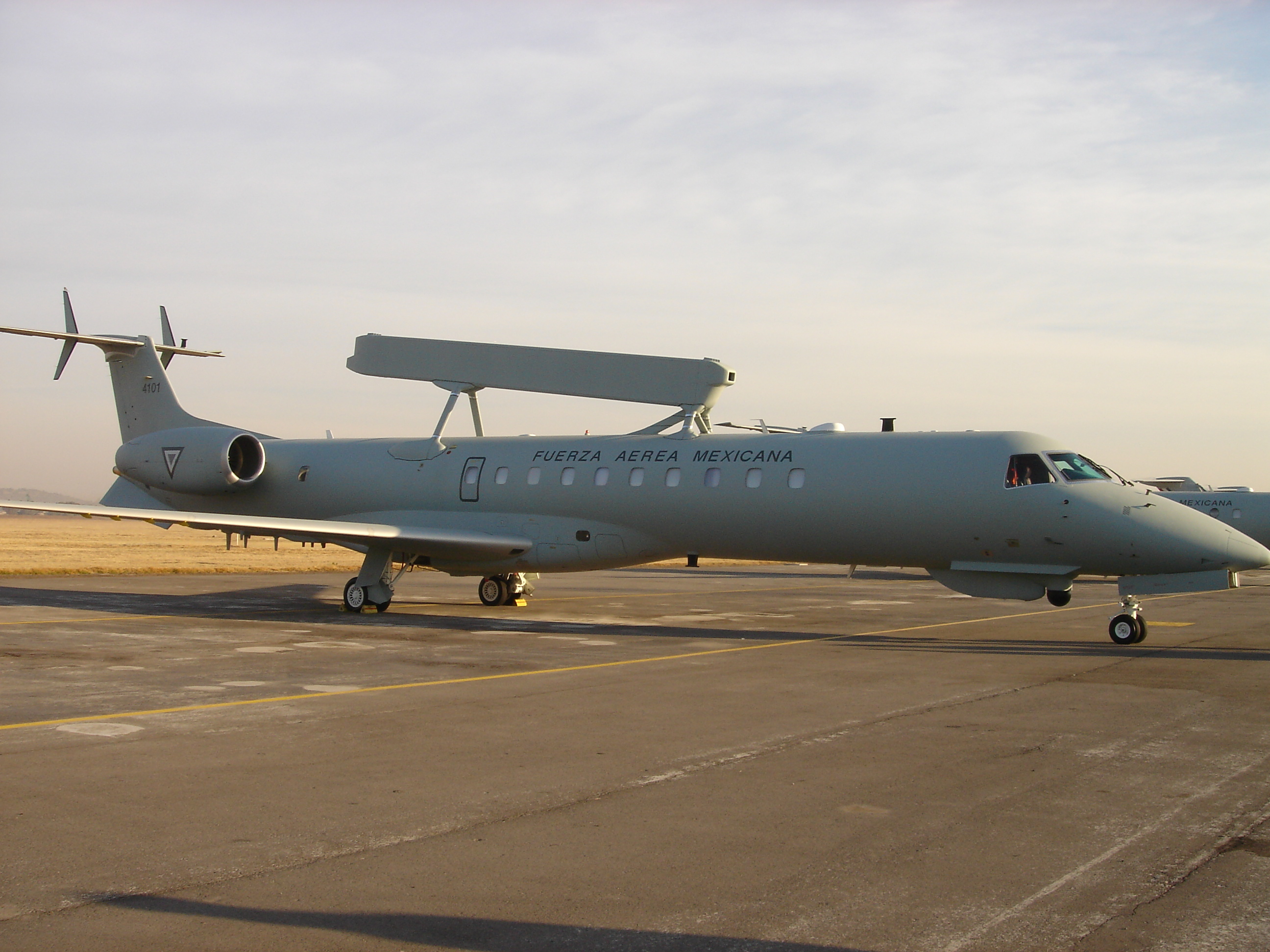
Un Embraer R-99A AEW&C de la Force aérienne mexicaine à la BA Santa Lucia.
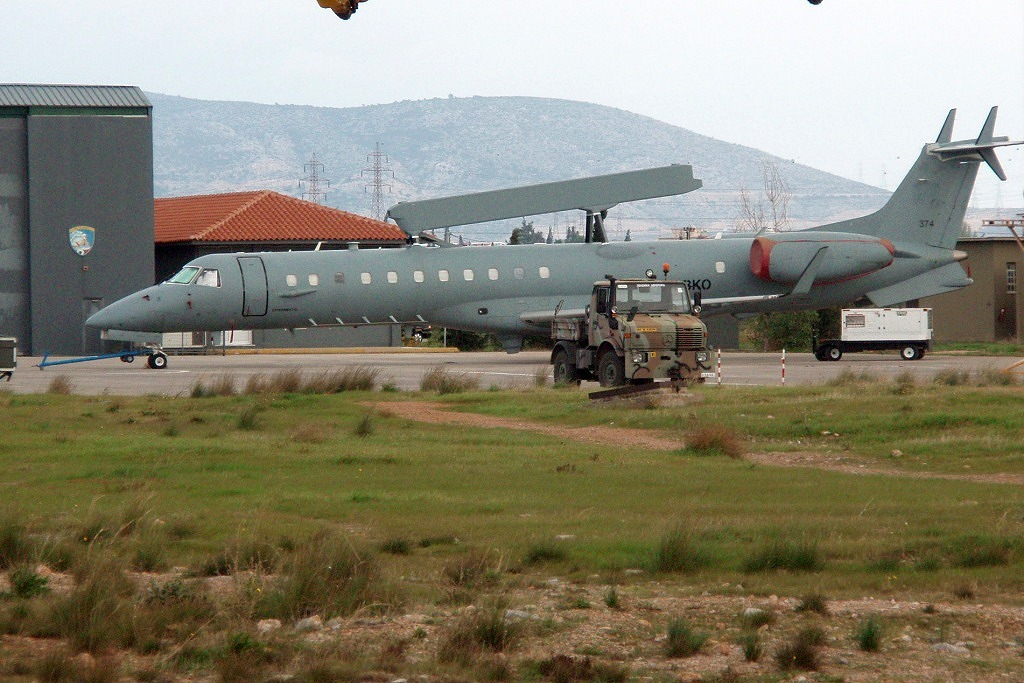
Un Embraer R-99A (EMB-145H AEW&C) de Hellenic Air Force durant les tests de livraison à la BA d'Elefsis, Grèce.
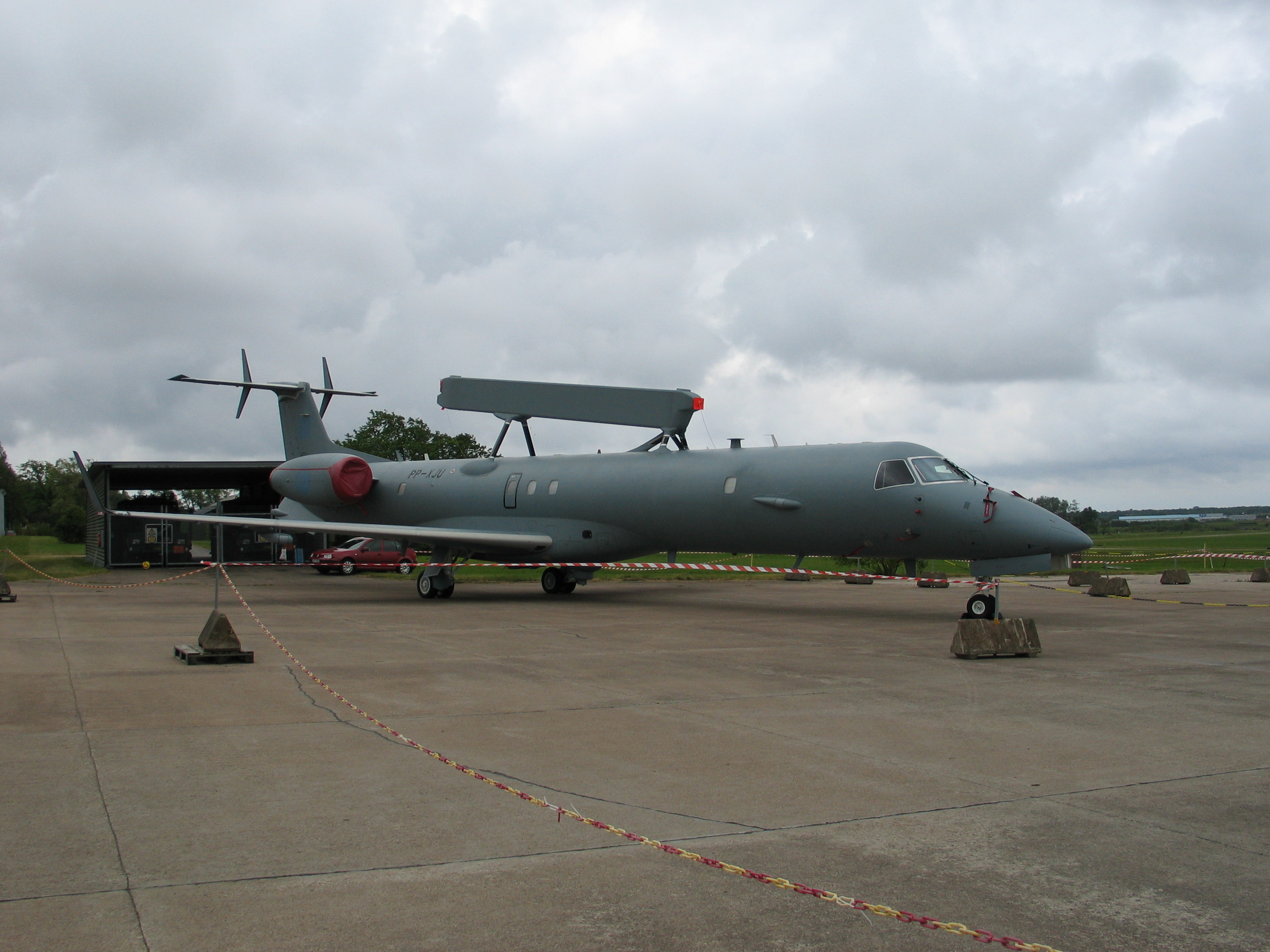
Un Embraer R-99A AEW&C pendant des essais à Halmstad, en Suède, avant livraison à la Force aérienne brésilienne.